# Tiszaigar
Tiszaigar község az Észak-Alföldi régióban, Jász-Nagykun-Szolnok vármegye Tiszafüredi járásában.

## Fekvése
Jász-Nagykun-Szolnok vármegye tiszántúli részén, annak északkeleti, Hajdú-Bihar vármegyével szomszédos határán fekszik, Tiszafüredtől kb. 10 km-re, délkeletre.
A további, közvetlenül határos települések: kelet felől Kócsújfalu (Tiszafüred része), dél felől Tiszaörs, délnyugat felől Tiszaszentimre, nyugat felől pedig Tiszaszőlős.

### Megközelítése
A település közúton csak a Tiszafüred-Fegyvernek közötti 34-es főúton érhető el. A közúti tömegközlekedést a Volánbusz autóbuszai biztosítják.

## Története
Tiszaigar Árpád-kori település, mely egykor a Tomaj nemzetség Abádi ágának ősi birtoka volt.
A település nevét 1325-ben Csanád egri püspök által kiállított bizonyságlevél említette először, melyben a Tomaj nemzetség Abádi ágából származó Abádi Sebestyén fia Lóránt az apja testvérétől, Úztól származó Péter özvegyét és leányát 50 márkával kielégítve, bizonyságot tett afelől, hogy a nemzetség női családtagjai és örököseik ezután Abád, Szentimre, Tinódtő és Igar nevű birtokokra semmiféle jogot nem igényelnek.
Igar egykor Szabolcs vármegyéhez tartozott, a 15. században azonban Heves vármegyéhez csatolták, de Mátyás király 1455-ben a falut visszahelyezte Szabolcs vármegyébe. A település ekkor a Bajoni család birtoka volt.
1472-ben Szőlősi György és László birtoka volt, akik kérelmére ecsedi Báthori István országbíró, Tiszaigar és az egri püspökség tulajdonában levő Tiszaörs között határjárást rendelt el.
A 16. század elején a falu háromnegyed részét a Széky család birtokolta.
Dobó István 1548. évi leírása, valamint az 1552. évi adóösszeírás szerint a falu már Heves vármegye községei között szerepelt és azon helységek közé tartozott, amelyeket a török hódoltság következtében csatoltak Heves vármegyéhez.
1589-ben a falu birtokosa, Széky Pál is részt vett Eger vára védelmében, 1591-ben pedig már Külsőszolnok vármegye alispánja volt. Végrendeletében a következő birtokait nevezte meg: Bátor, Keresztúr, Tiszaszőlős, Igar, Ders, Ludas, Tarnaméra, Nyék, Szilestye, Lőkösháza. Ferenc nevű fia azonban 1616-ban Kállay Vincének zálogosította el Igart, Tiszaszőlőst és Derzset, majd 1640-ben újból zálogba adta e birtokokat Balku Pálnak. Széky Ferenc Péter nevű fia azonban, aki szendrői várkapitány volt, Igart a többi elzálogosított javakkal együtt visszaváltotta.
1693-ban a Igar a Darvas család birtoka volt.
1734-ben III. Károly király a falut a Széky családnak és a Széky család jogán a Pappszász családnak ítélte vissza, melyet a család fegyverjog címén veszített el.
1743-ban az időközben elnéptelenedett helységet újból telepítették. Széky György után a falut (1734) gyermekei: Zsigmond, Ferenc, Pál, Zsuzsanna és Borbála örökölték.
A 20. század elején Heves vármegye Tiszafüredi járásához tartozott.
1910-ben 1481 lakosából 1478 magyar volt, ebből 414 római katolikus, 1003 református, 61 izraelita volt.

## Közélete

### Polgármesterei
| Polgármester | Polgármester         | Polgármester | Megjegyzés                         |
| ------------ | -------------------- | ------------ | ---------------------------------- |
| 1990–1994    | Tóth Nándor          | független    |                                    |
| 1994–1998    | Tóth Nándor          | független    |                                    |
| 1998–2002    | Tóth Nándor          | független    |                                    |
| 2002–2006    | Tóth Nándor          | független    |                                    |
| 2006–2010    | Szilágyi László      | független    |                                    |
| 2010–2014    | Szilágyi László      | független    |                                    |
| 2014–2019    | Szilágyi László      | független    |                                    |
| 2019–2024    | Szilágyi László      | független    |                                    |
| 2024–2025    | Majosi Zoltán Csaba  | független    | hivataláról lemondott              |
| 2025–        | Kovácsné Szabó Tünde | Fidesz-KDNP  | Időközi választás: 2025. május 11. |

## Népesség
A település népességének változása:
| Lakosok száma | 843  | 842  | 812  | 737  | 716  | 700  | 687  |
|               | 2013 | 2014 | 2017 | 2021 | 2022 | 2023 | 2024 |

2001-ben a település lakosságának 95%-a magyar, 5%-a cigány nemzetiségűnek vallotta magát.
A 2011-es népszámlálás során a lakosok 89,9%-a magyarnak, 6,1% cigánynak, 1,7% németnek mondta magát (9% nem nyilatkozott; a kettős identitások miatt a végösszeg nagyobb lehet 100%-nál). A vallási megoszlás a következő volt: római katolikus 30,9%, református 31,2%, görögkatolikus 0,2%, felekezeten kívüli 17,4% (17,6% nem nyilatkozott).
2022-ben a lakosság 88,3%-a vallotta magát magyarnak, 4,7% cigánynak, 1,3% németnek, 0,1% örménynek, 3,5% egyéb, nem hazai nemzetiségűnek (8,9% nem nyilatkozott; a kettős identitások miatt a végösszeg nagyobb lehet 100%-nál). Vallásuk szerint 21,5% volt római katolikus, 21,2% református, 0,6% görög katolikus, 0,1% evangélikus, 2,8% egyéb keresztény, 5,9% egyéb katolikus, 22,6% felekezeten kívüli (25,3% nem válaszolt).

## Nevezetességei
- Római katolikus (Nepomuki Szent János-) templom: 1782-1785 között épült, késő barokk stílusban.
- Római katolikus plébánia: 1782-1785 között épült, késő barokk stílusban.
- Református templom: 1789-ben épült, késő barokk stílusban. Tornya 1941-ben készült.
- Első világháborús emlékmű
- Millenniumi emlékoszlop: 2000-ben készült.
- Tiszaigari Arborétum Természetvédelmi Terület
- Kocsányos tölgyek 1
- Mátyás király-fa 2

## Külső hivatkozások
- Tiszaigar az utazom.com honlapján